# Ela (singel Andromache)
Ela (gr. Έλα) – singel grecko-niemieckiej piosenkarki Andromache wydany 9 marca 2022 nakładem Panik Records. Piosenkę skomponowali Alex Papaconstantinou, Arash, Eyelar Mirzazadeh, Fatjon Miftaraj, Filloreta Raçi Fifi, Geraldo Sandell, Giorgos Papadopoulos, Robert Uhlmann, Viktor Svensson oraz Yll Limani. Utwór reprezentował Cypr w 66. Konkursie Piosenki Eurowizji w Turynie (2022).

## Tło
Utwór został skomponowany przez mieszankę greckich, albańskich, holenderskich, szwedzkich i hiszpańskich autorów piosenek. Według krytyków, jest piosenką etniczno-popową z "nowoczesną europejską" produkcją i "bałkańskim" instrumentarium, w tym greckim buzuki i albańskim fyell brezi. Utwór został po raz pierwszy zaprezentowany 9 marca 2022 w cypryjskim programie telewizyjnym Ola ston Aera transmitowanym na kanale RIK 1. 
Teledysk do utworu ukazał się 10 marca 2022, a na platformach cyfrowych 11 marca 2022.

## Lista utworów
- Digital download[5]

1. „Ela” – 3:02

## Notowania
| Kraj   | Notowanie (2022) | Najwyższa pozycja |
| ------ | ---------------- | ----------------- |
| Grecja | IFPI Greece      | 45                |
| Litwa  | Singlų Top 100   | 76                |